# Spilosoma stigmata
Spilosoma stigmata là một loài bướm đêm thuộc phân họ Arctiinae, họ Erebidae.